# Country Joe and the Fish

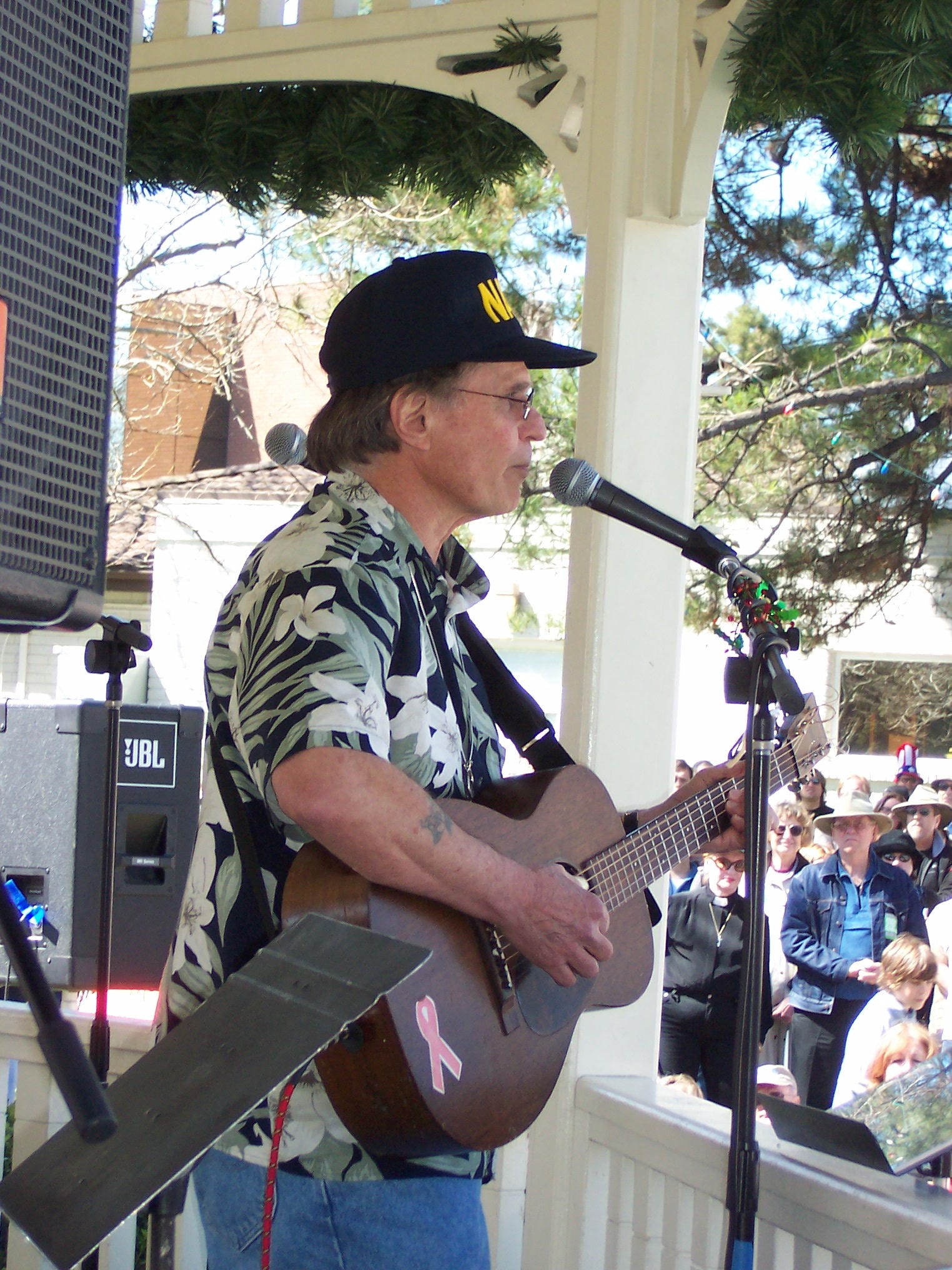
Country Joe McDonald spelar vid en antikrigskonsert i Walnut Creek, Kalifornien 2006.

Country Joe and the Fish var ett amerikanskt folk och psykedelia-influerat rockband bildat 1965 i Berkeley, Kalifornien. De gjorde sig kända genom sina många protestsånger mot Vietnamkriget, inte minst "I Feel Like I'm Fixin' to Die-Rag", och sin experimentella och trippiga ljudbild. 
Gruppen bestod ursprungligen av Country Joe McDonald, född 1 januari 1942 (sång, gitarr och munspel), Barry "The Fish" Melton, född 1947 (gitarr), Dave Cohen, född 1942 (gitarr och orgel), Bruce Barthol, född 1947 (bas), samt Chicken Hirsch, född 1940 (trummor). Denna uppsättning musiker spelade på gruppens tre första studioalbum, som alla nådde placering på Billboard 200-listan. Dessa räknas också av musikkritiker som deras bästa album. Gruppen medverkade på Woodstockfestivalen 1969. När gruppens femte studioalbum CJ Fish lanserades 1970 var endast McDonald och Melton kvar från originaluppsättningen. Gruppen splittrades nästföljande år. De har dock sporadiskt återförenats. 1977 spelade originalupplagan av gruppen in ett nytt album. Främst är det dock Melton och McDonald som återförenats och uppträtt tillsammans.
Bandet, förutom Melton, kom igen tillsammans som Country Joe Band 2004. Samma år återupptog gruppen turnerandet, släppte singeln "Cakewalk to Baghdad" och livealbumet Live in Berkeley. Även om Country Joe Band upplöstes 2006, turnerar några av medlemmarna fortfarande ibland tillsammans.

## Diskografi (urval)
Album
- Electric Music for the Mind and Body (1967)
- I Feel Like I'm Fixin' to Die (1967)
- Together (1968)
- Here We Are Again (1969)
- Greatest Hits (1969)
- CJ Fish (1970)
- Life and Times of Country Joe and the Fish (1971)
- Reunion (1977)
- Collector's Items: The First 3 EPs (1980)
- Collected Country Joe and the Fish (1988)
- Live! Fillmore West 1966 (1966)

Övriga album
- Best Folk Songs of the Sixties (1970)
- Woodstock (1971)
- Zachariah (Soundtrack) (1972)
- More American Graffiti (1979)
- Best of Woodstock (1994)

Singlar/EP
- "Not So Sweet Martha Lorraine" / "The Masked Marauder" (1967)
- "Janis" / "Janis (Instrumental)"  (1967)
- "The Fish Cheer & I Feel Like I'm Fixin' To Die Rag" / "Grace" (1968)
- Who Am I (2 versioner) (1968)
- "Susan / Streets Of Your Town" (1968)
- "John Cage And David Tudor" / "Country Joe & The Fish* - Sounds" (1968)
- Rock And Soul Music  (2 versioner) (1969)
- Here I Go Again (1969)

## Filmografi
- Monterey Pop (1968)
- Woodstock (1970)
- Zachariah (1971)
- More American Graffiti (1979)